# Nissan Round Box

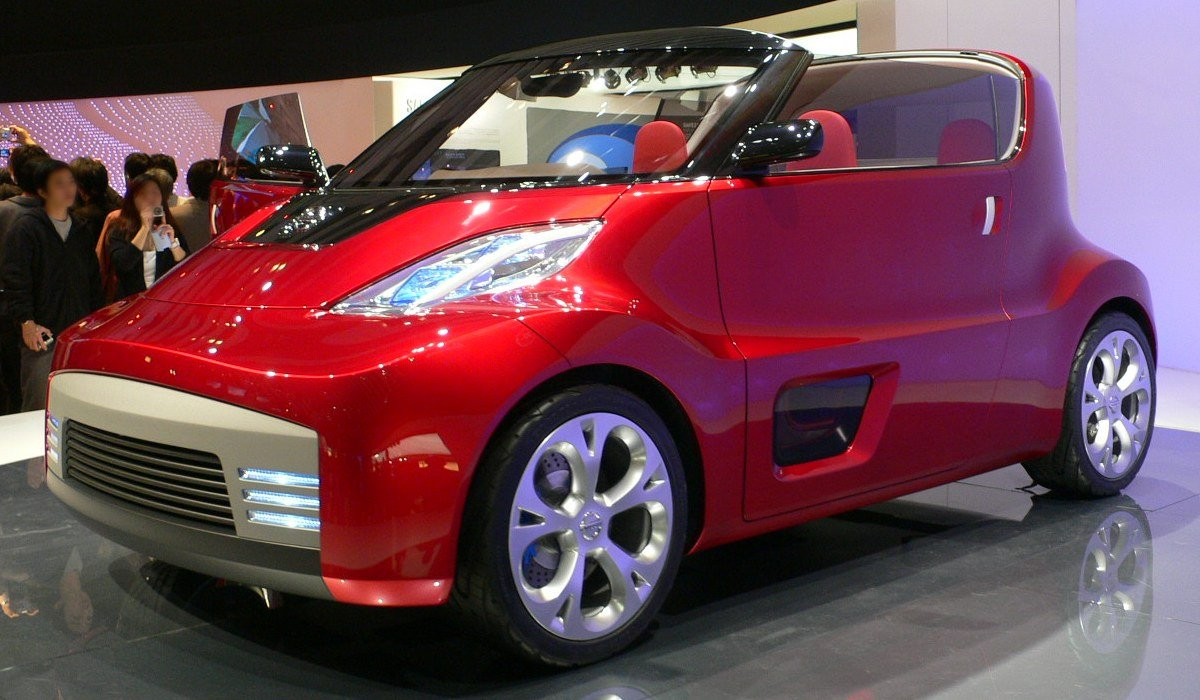
Nissan Round Box

Der Nissan Round Box (RD-BX) ist ein Konzeptfahrzeug  von Nissan das auf der 40. Tokyo Motor Show 2007 vorgestellt wurde. Hierbei handelt es sich um einen 4-Sitzer Kleinwagen mit abnehmbaren Dach. Ein EXtronic Turbo-Benzindirekteinspritzer mit CVT-Getriebe wurde als Antrieb eingesetzt. Im Innenraum entsteht durch die Abnahme der drei Dachteile ein völlig offener Bereich über den Sitzplätzen. Außerdem wurde das Modell mit einer Rundum Kamera und intelligenten Pedalen, die sich bei einem Aufprall selbst zurückziehen, ausgestattet. Im unteren Bereich der Türen gibt es eine offene Fensterfläche, wodurch man während der Fahrt auf die Beine der Passagiere sehen kann.